# Alkaptonuri

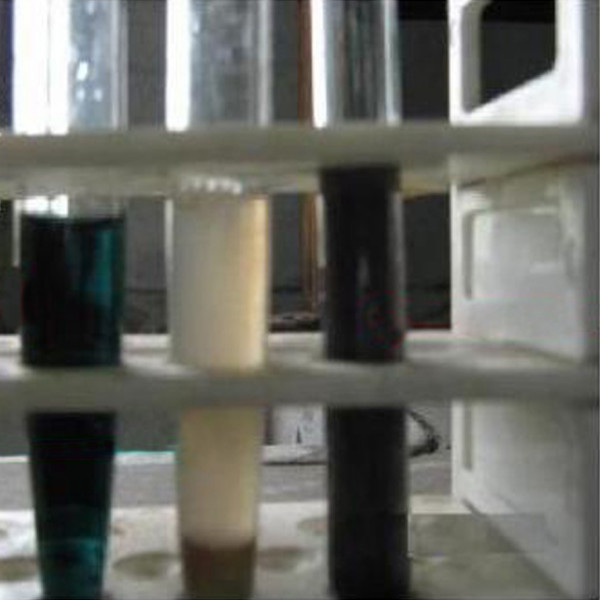
Okronotiskt missfärgad urin

Alkaptonuri är en sjukdom som orsakas av brist på enzymet Homogentisat-1,2-dioxygenas som utför ett av stegen i nedbrytningen av aminosyrorna tyrosin och fenylalanin. Överskottet av homogentisinsyra utsöndras genom urinen och deponeras i bindväv och leder, vilket ger upphov till sjukdomens typiska symtom.
Incidensen för sjukdomen är okänd men har föreslagits vara kring 1-4 per miljon innevånare med högre incidens i vissa länder, till exempel Slovakien och Dominikanska republiken. Nedärvningen av sjukdomen är autosomalt recessiv, vilket gör att två skenbart friska föräldrar som bär på genen får ett barn som inte är bärare av genen i 25 % av fallen, får ett barn som är bärare i 50 % av fallen och ett barn med sjukdomen i 25 % av fallen.

## Sjukdomsbild
Oxidation av homogentisinsyra ger upphov till ett potent svart pigment och ett sätt att diagnosticera sjukdomen är att låta patientens urin stå ett par timmar, varpå den mörknar till svart och går från genomskinlig till opak. Storledsartrit och svartfärgning av bindväv och broskvävnad är andra vanliga fynd vid sjukdomen. Risken för njursten är förhöjd och stenarna är till skillnad från njursten av andra orsaker svarta.
Sjukdomen debuterar sällan före 40-årsåldern, även om tecken som färgning av avföringen ibland kan ses redan hos spädbarn. Kraftigt svartfärgat öronvax kan vara ett annat tidigt tecken. Senare kan ögonvitor, ögonlock, naglar och struphuvud missförgas av okronotiska pigment. En diet med lågt proteininnehåll eller mer specifikt lågt innehåll av aminosyrorna fenylalanin och tyrosin, kan försena sjukdomsdebut och ge minskad symtombörda. Sjukdomen är inte livshotande, men kan vara svårt handikappande på grund av rygg- och ledsmärtor. 
Att genen för enzymet uttrycks även i nervceller från hjärnvävnad har föreslagits betyda att sjukdomen även bör kunna ge neurologiska symtom.

### Diagnostik
Diagnosen kan konstateras genom mätning av homogentisinsyra i urinen och kan därefter bekräftas med genetisk testning.

## Behandling
Sjukdomen handläggs av endokrinolog och vid förekomst av ledengagemang även av reumatolog vid behov. Fysioterapi utgör ofta en viktig komponent i handläggningen. Risken för hjärtmuskelpåverkan gör att uppföljning hos kardiolog i regel blir aktuell efter ungefär 40 års ålder. Andra möjliga hjärtkärlkomplikationer är kranskärlssjukdomar, aneurysm och hjärtklaffstenos.
Det är vanligt att efter 55-årsåldern behöva genomgå någon form av ledproteskirurgi med anledning av sjukdomen.
Läkemedlet Nitisinon minskar nivåerna av homogentisinsyra i urinen med över 90 %. Läkemedlet har inte visat någon effekt hos patienter med manifest hjärt- och ledsjukdom, men anses kunna bromsa förloppet om behandling sätts in i tid och användning av Nitisinon är därför rekommenderad av Socialstyrelsen i väntan på ytterligare evidens.